# چیل‌اوت
چیل اَوت (به انگلیسی: Chill-out) (که گاهی به‌طور مختصر چیل نیز نامیده می‌شود) یک اصطلاح چتری برای انواع مختلفی از موسیقی الکترونیک است که با حال و هوای دلپذیر و ضرب‌آهنگ میان سرعت شناخته می‌شوند. «چیل» به عنوان اصطلاحی عامیانه برای واژه «ریلکس» استفاده می‌شود.
موسیقی چیل اَوت از اوایل تا اواسط دههٔ ۱۹۹۰ و در "اتاق‌های چیل" واقع در باشگاه‌های رقص ظهور کرد، جایی که موسیقی آرام کننده‌ای پخش می‌شد تا به رقاص‌ها شانس "حفظ آرامش" (به انگلیسی: "Chill out") از موسیقی قوی و سرعت بالای صحنهٔ اصلی رقص باشگاه را بدهد.
سبک‌های وابسته به سبک چیل اَوت عموماً شامل امبینت، تریپ هاپ، نیو جاز، امبینت هاوس و دیگر زیرسبک‌های داون تمپو می‌شود. همچنین گاهی موسیقی لاونج که زیرسبکی از سبک ایزی لیسنینگ است، به عنوان سبکی متعلق به مجموعهٔ چیل اَوت در نظر گرفته می‌شود. توصیف چیل اَوت به عنوان یک سبک موسیقی، مترادف با اصطلاحات امروزی‌تر مانند "الکترونیک صاف" (به انگلیسی: "Smooth electronica") و "تکنوی نرم" (به انگلیسی: "Soft techno") می‌باشد، این سبک یک سبک شل موسیقی است که به سمت انواع بسیار متنوعی از موسیقی الکترونیک محو می‌شود و همچنین می‌تواند به سبک‌های بومی‌تر مانند موسیقی هندی، موسیقی خاورمیانه، موسیقی اسپانیایی، زیرسبک ویژه‌ای با نام فلامنکو چیل که گاهی با نام "فلامنکو الکترونیک" نیز از آن یاد می‌شود و شاید به عنوان بهترین مثال به آثار اولیهٔ گروه شمبائو نیز گفته شود.

## عناصر سبکی
در موسیقی چیل اَوت، «پدها» جهت بهبود بخشیدن فضای اثر استفاده می‌شوند، فرکانس‌های بالا (صداهای زیر) در صدای خواننده به جای فشرده شدن، به‌طور معمول دست نخورده باقی می‌مانند، «بیس‌ها» معمولاً با سینث‌سایزر ساخته می‌شوند و سازهای زهی به آرامی نمود پیدا می‌کنند.

## هنرمندان قابل اشاره
- گروو آرمادا
- تیوری کورپوریشین
- بیورک
- رویکساپ
- موبی
- زیرو ۷